# Burgerij van Grafhorst
De Burgerij van Grafhorst wordt gevormd door die inwoners van het stadje die burger van Grafhorst zijn. Grafhorst is gelegen aan het Ganzendiep, een zijarm van de IJssel en wordt op 12 november 1277 voor het eerst in een officiële akte genoemd. In 1333 verleent de bisschop van Utrecht Grafhorst stadsrechten. Sinds 1 januari 2001 maakt de 'stad' Grafhorst deel uit van de gemeente Kampen.

## Gemeenschappelijk weidegebied
In Grafhorst was er voor de Burgerij sprake van een burgerrecht, dat al in de 18e eeuw wordt vermeld. In dit burgerrecht wordt er onderscheiden in jong- en oud-burgerrecht. Het oud-burgerrecht omvat het recht tot gemeenschappelijke beweiding van een gebied dat de Halingen wordt genoemd. Dit gemeenschappelijke weidegebied voor de Burgerij is ongeveer 56 hectare groot. Het is gelegen ten noordoosten van Grafhorst, tussen de weg Grafhorst-Genemuiden (Kamperzeedijk) en de rivierarmen het Ganzendiep en de Goot.
Aan de Kamperzeedijk bij de Halingen bouwde de Burgerij van Grafhorst in 1929 een bolleschuur voor het stallen van de gemeenschappelijke stier (de bolle). Deze bolleschuur met zijn karakteristieke pannengedekte mansardedak is nog aanwezig, maar wordt al lang niet meer als stal gebruikt. Er zijn plannen om er een expositieruimte van te maken waar de lange en indrukwekkende geschiedenis van Grafhorst te zien zal zijn.

## Burgerschap door vererving
Tegenwoordig zijn er nog nauwelijks oud-burgers van Grafhorst die vee hebben, dus van het recht op gemeenschappelijke beweiding wordt geen gebruik meer gemaakt. Daarom wordt sedert de jaren negentig het weidegebied de Halingen verpacht aan (voormalige) oud-burgers en krijgen de jong- en oud-burgers van Grafhorst jaarlijks een geldelijke uitkering.
Het burgerschap van Grafhorst verkrijgt iemand door vererving of in een enkel geval door zich in te kopen. Trouwt namelijk een burger met iemand van buiten het grondgebied van Grafhorst, dan dient de partner zich in te kopen. Zonen of dochters geboren uit zo’n wettig huwelijk verkrijgen dan het burgerschap met bijbehorend burgerrecht. In eerste instantie verkrijgt iemand het jong-burgerschap. Indien er plaats is op de lijst van oud-burgers, schuift een jong-burger door naar het oud-burgerschap en verkrijgt daarmee het recht van beweiding. In totaal is er plaats voor 33 oud-burgers. In 2015 zijn er 28 oud-burgers van Grafhorst en zijn er geen jong-burgers meer.

## Verlies van het burgerschap
Een burger van Grafhorst verliest zijn of haar burgerschap met bijbehorend burgerrecht als hij of zij niet meer op het grondgebied van Grafhorst woont, bijvoorbeeld door een verhuizing naar een buurgemeente of naar elders in het land.
De Burgerij heeft een reglement van orde. Het reglement is vastgesteld door de gemeenteraad en de vergadering van oud-burgers. Het dagelijks bestuur wordt gevormd door:
- 3 raadsleden van de gemeente Kampen
- 3 oud-burgers
- de burgemeester van de gemeente Kampen (voorzitter).